# Stare Łepki
Stare Łepki – wieś sołecka w Polsce położona w województwie mazowieckim, w powiecie łosickim, w gminie Olszanka.
W latach 1975–1998 miejscowość administracyjnie należała do województwa bialskopodlaskiego.
Wierni Kościoła rzymskokatolickiego należą do parafii św. Jana Chrzciciela w Hadynowie.